# Berlin-Halensee
Halensee is een stadsdeel in het Berlijnse district (Bezirk) Charlottenburg-Wilmersdorf. Het is het kleinste deel van het district en ligt ten westen van de Kurfürstendamm. De wijk werd eind 19de eeuw gebouwd als een villa- en wooncomplex in de destijds zelfstandige stad Deutsch-Wilmersdorf. 

## Ligging
Halensee ligt op het plateau van Teltow. Het is volledig ingesloten door de andere wijken van het district en grens aan alle wijken. Voor de fusie van Charlottenburg en Wilmersdorf behoorde het tot Wilmersdorf. 

## Geschiedenis
De wijk werd in 1880 vernoemd naar het gelijknamige meer en was aanvankelijk een onderdeel van de toenmalige Kolonie Grunewald. De wijk ontstond rond de Ringbahn van het station Berlin-Grunewald, tegenwoordig station Halensee. Rond 1914 was de ontwikkeling van de wijk voltooid. 

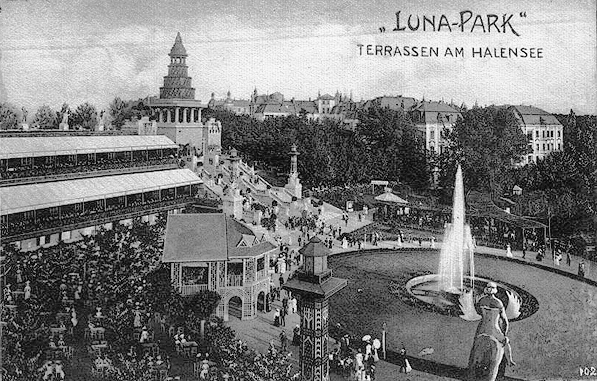
Luna-Park

In 1904 opende het destijds grootste pretpark van Europa Terrassen am Halensee, dat in 1909 de naam Luna-Park kreeg en gebouwd werd naar het voorbeeld van Coney Island in New York. Het Luna-Park beleefde zijn hoogtijdagen voor de Eerste Wereldoorlog. Als gevolg van de inflatie daalde het aantal bezoekers in de daaropvolgende jaren. Hoewel de activiteiten doorgingen, begon het park in verval te geraken. In 1929 werd het park na een ingrijpende renovatie heropend, maar de uitbaters konden niet voortbouwen op eerdere successen en in 1934 werd het park gesloten. Het hele terrein werd door de nazi's als een doorn in het oog beschouwd en werd in 1935 gesloopt.
Vanaf 1920 behoorde Halensee, als onderdeel van Wilmersdorf tot Groot-Berlijn. Tijdens de oorlog werd de wijk zwaar beschadigd als zijn in de buurt van de Kurfürstendamm ook wel historische gebouwen bewaard gebleven. 

## Verkeer
De Ringbahn loopt door de wijk met de lijnen S41, S42 en S42, die stoppen aan de stations Halensee en Hohenzollerndamm. Het station Station Westkreuz ligt dan weer net op de grens met Halensee, maar wel in Charlottenburg. 
Charlottenburg ·
Charlottenburg-Nord ·
Grunewald ·
Halensee ·
Schmargendorf ·
Westend ·
Wilmersdorf